# Polvo
Polvo ist eine US-amerikanische Math-Rock-Band, die 1990 in Chapel Hill gegründet wurde.

## Geschichte
Zu Beginn bestand die Band aus den Sängern und Gitarristen Ash Bowie und Dave Brylawski, dem Bassisten Steve Popson und dem Schlagzeuger Eddie Watkins. Sie wurden in der lokalen Szene als Liveband bekannt und veröffentlichten 1991 die Doppel-7" Can I Ride auf dem Label Kitchen Puff, die 1996 unter dem Titel Polvo wiederveröffentlicht wurde. Auf dem lokalen Indie-Label Merge veröffentlichten sie dann 1992 ihr erstes Album namens Cor-Crane Secret. Darauf tourten sie mit Babes in Toyland und Superchunk. 1993 kam ihr  zweites Album Today's Active Lifestyles heraus sowie das nächste und übernächste Jahr die EPs Celebrate the New Dark Age und This Eclipse. 1996 veröffentlichten sie auf dem Chicagoer Label Touch & Go das Album Exploded Drawing. Danach drifteten die Bandmitglieder immer mehr auseinander und die Band wurde 1997 nach der Veröffentlichung von Shapes aufgelöst. 2008 fanden sie sich wieder zusammen und ein Jahr später wurde das Album In Prism auf Merge veröffentlicht.

## Diskografie
- 1991: Can I Ride (Doppel-7")
- 1992: Cor-Crane Secret
- 1993: Today's Active Lifestyles
- 1994: Celebrate the New Dark Age (EP)
- 1995: This Eclipse (EP)
- 1996: Polvo (EP, Wiederveröffentlichung von Can I Ride)
- 1996: Exploded Drawing
- 1997: Shapes
- 2009: In Prism
- 2013: Siberia